# Готевілла-Бакаві
Готевілла-Бакаві (англ. Hotevilla-Bacavi) — переписна місцевість (CDP) в США, в окрузі Навахо штату Аризона. Населення — 1001 особа (2020).

## Географія
Готевілла-Бакаві розташована за координатами 35°55′23″ пн. ш. 110°38′21″ зх. д. / 35.92306° пн. ш. 110.63917° зх. д. (35.923124, -110.639272). За даними Бюро перепису населення США в 2010 році переписна місцевість мала площу 30,45 км², з яких 30,44 км² — суходіл та 0,01 км² — водойми.

## Демографія
Згідно з переписом 2010 року, у переписній місцевості мешкало 957 осіб у 294 домогосподарствах у складі 220 родин. Густота населення становила 31 особа/км². Було 412 помешкання (14/км²).
Расовий склад населення:
| - 97,0 % — корінних американців - 2,2 % — білих - 0,1 % — чорних або афроамериканців - 0,1 % — азіатів |

До двох чи більше рас належало 0,4 %. Частка іспаномовних становила 2,8 % від усіх жителів.
За віковим діапазоном населення розподілялося таким чином: 30,0 % — особи молодші 18 років, 57,4 % — особи у віці 18—64 років, 12,6 % — особи у віці 65 років та старші. Медіана віку мешканця становила 34,5 року. На 100 осіб жіночої статі у переписній місцевості припадало 98,5 чоловіків; на 100 жінок у віці від 18 років та старших — 98,2 чоловіків також старших 18 років.
Середній дохід на одне домашнє господарство становив 48 350 доларів США (медіана — 41 467), а середній дохід на одну сім'ю — 44 479 доларів (медіана — 38 000). За межею бідності перебувало 25,7 % осіб, у тому числі 28,9 % дітей у віці до 18 років та 12,8 % осіб у віці 65 років та старших.
Цивільне працевлаштоване населення становило 310 осіб. Основні галузі зайнятості: освіта, охорона здоров'я та соціальна допомога — 28,7 %, публічна адміністрація — 21,3 %, роздрібна торгівля — 12,3 %, мистецтво, розваги та відпочинок — 8,7 %.